# انگل (فیلم ۱۹۸۲)
انگل (انگلیسی: Parasite) فیلمی در ژانر ترسناک و علمی–تخیلی به کارگردانی چارلز بند است که در سال ۱۹۸۲ منتشر شد. از بازیگران آن می‌توان به دمی مور، شری کوری، فردی مور، تام ویلار و ویویان بلین اشاره کرد.